# Karel van Veen
Karel Johannes van Veen (Rotterdam, 23 augustus 1898 – aldaar, 15 april 1988) was een Nederlandse kunstschilder.

## Leven en werk
Karel van Veen was de zoon van Arie van Veen. Hij kreeg les van Franz Melchers en studeerde van 1917 tot 1921 aan de Academie van Beeldende Kunsten in Rotterdam. Daar was hij een jaargenoot van Willem de Kooning. Doordat hij niet hoefde te werken voor zijn brood, kon hij de dagopleiding volgen. Het tekenen van naakten leerde hij op een vrije academie in Parijs en tijdens een verblijf in Avignon.
De kunstenaar was zo rijk dat hij niet van zijn opdrachten hoefde te leven. Hij kon zich langere tijd in Algiers en in Perugia vestigen om daar te werken aan exotische onderwerpen. Van Veen vestigde zich rond 1930 in Veere en vervaardigde daar met hulp van zijn buurman Jan Heyse naast portretten ook houtsneden. Hij decoreerde zijn huis met wandschilderingen.
Tijdens de Tweede Wereldoorlog werd Van Veen als gijzelaar in kamp Sint-Michielsgestel (Beekvliet) geïnterneerd; ook werd zijn huis leeggeroofd. Veel van zijn vroege werk ging daarbij verloren. In het gijzelaarskamp leerde Van Veen tal van later prominente Nederlandse leiders kennen. Hij portretteerde "het halve kamp".
Na de oorlog keerde Van Veen terug naar Rotterdam; daar woonde hij aan de Nieuwe Binnenweg in een flat met daarboven een speciaal voor hem getimmerd atelier. In 1963 ging hij in een villa aan de Oudorpweg in Kralingen wonen. De uit het vooraanstaande Rotterdamse zakenmilieu afkomstige societyschilder kreeg veel opdrachten voor portretten. Hij schilderde premier W. Schermerhorn bij zijn aftreden en portretteerde in opdracht van het ministerie van Algemene Zaken vervolgens alle premiers tot aan premier P.J.S. de Jong.

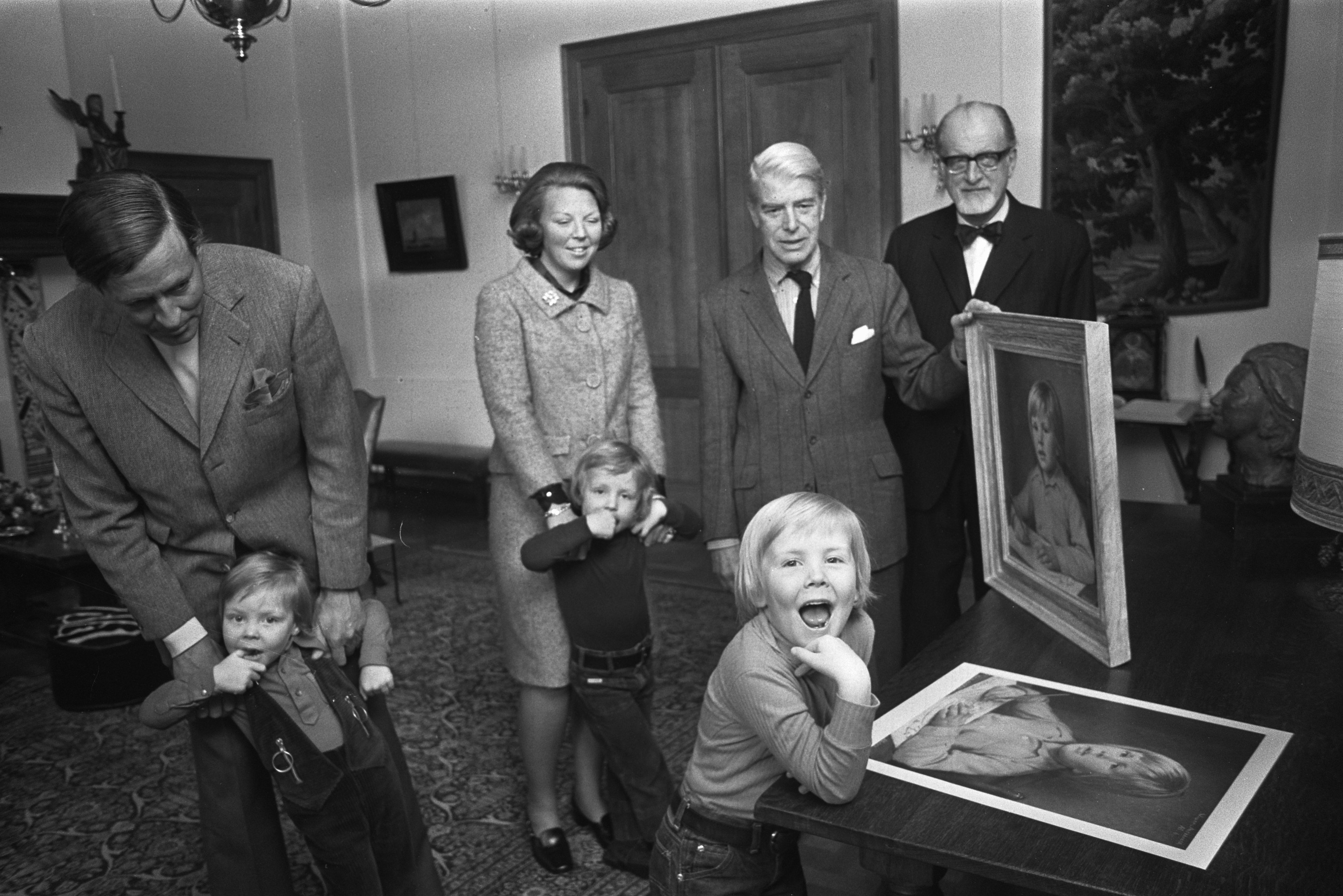
Schilderij van prins Willem Alexander ten gevolge van de zesde verjaardag, aangeboden op Drakensteyn door Karel van Veen en uitgever Ad Donker

Van Veen is vooral bekend geworden door een in 1966 vervaardigd staatsieportret van koningin Juliana, dat in in het gebouw van de Hoge Raad in Den Haag werd opgehangen. Reproducties van dit portret hingen jarenlang in alle Nederlandse rechtszalen.
Werk van Van Veen is te zien in het Vredespaleis en het Catshuis, de Oranjegalerie in het Delftse stadhuis en het Museum van de Kanselarij der Nederlandse Ridderorden. Hij vervaardigde portretten, stillevens, circus- en kermistaferelen waarin hij Moorse onderwerpen met Europese achtergronden kon combineren, beeldjes en ledenpoppen. Onder de geportretteerden vinden we de Rotterdamse burgemeester P.J. Oud (1954), prins Bernhard der Nederlanden (1954), mevrouw J.M. van Walsum-Quispel (1956) en burgemeester G.E. van Walsum. In 1973 portretteerde hij de jonge prins Willem-Alexander. Het werk van Van Veen is weinig geëxposeerd. De schilder zocht de publiciteit niet, de opdrachten voor portretten kwamen uit de kleine kring van de Nederlandse society.
Van Veen trouwde met Helena Maria Praat.